# 雞岩
雞岩是萌島管轄的最南端島嶼。雞岩位於小萌島西南方。距萌島西班牙角4.5公里（2.8英里）。雞岩最顯著的特徵是建於19世紀的雞岩燈塔，這座44公尺（144英尺）的燈塔於1875年首次點亮，由北方燈塔委員會擁有和維護。